# 新潟県道389号清津公園線

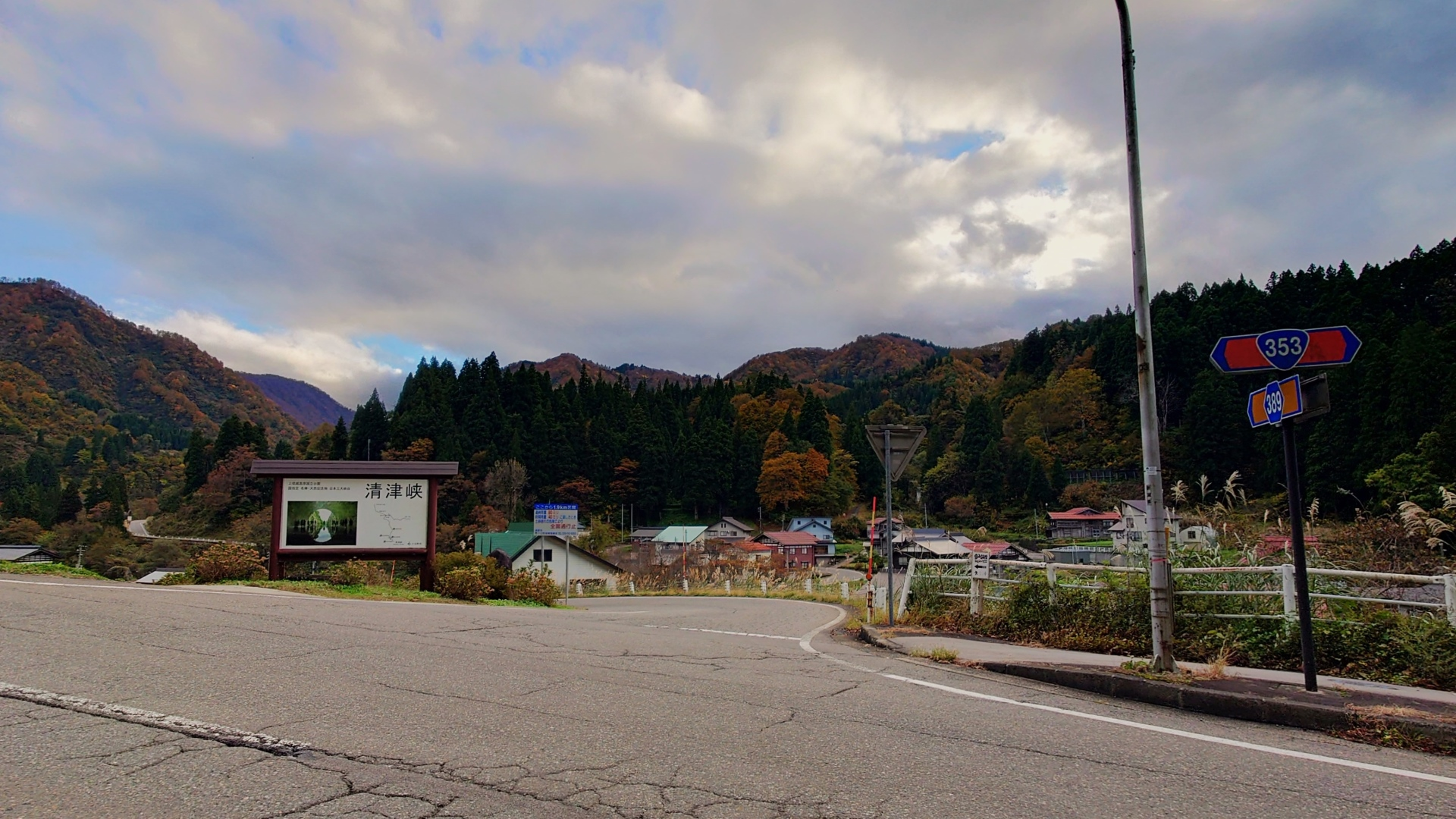
新潟県道389号清津公園線終点交差点

新潟県道389号清津公園線（にいがたけんどう389ごう きよつこうえんせん）は、新潟県十日町市の一般県道である。

## 概要
清津峡を起点とし、国道353号へ至る全長1841.2メートルの一般県道である。途中、十日町市字小出癸に清津公園トンネル(トンネル延長179.0m)、十日町市小出字宮沢癸に万年橋(橋梁延長40,0m)を有している。
ほぼ全線において1.5車線程度の狭隘道路であり、連続雨量80ミリもしくは時間雨量40ミリで通行止めとなる事前通行規制区間である。また、清津公園トンネルの旧道は十日町市道清津湯倉平線に指定されているが、専ら歩道として開放されている。

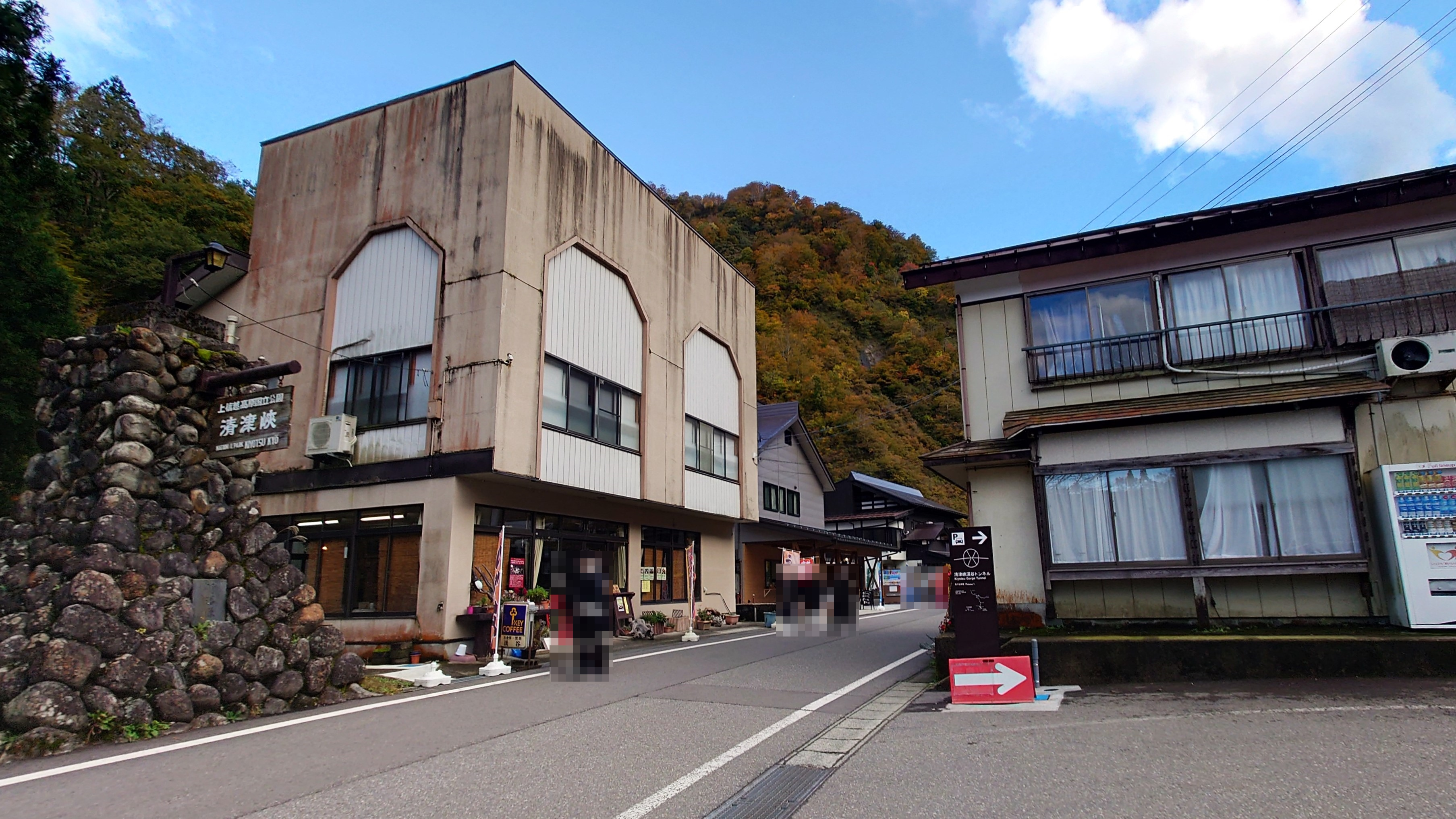
起点の清津峡温泉
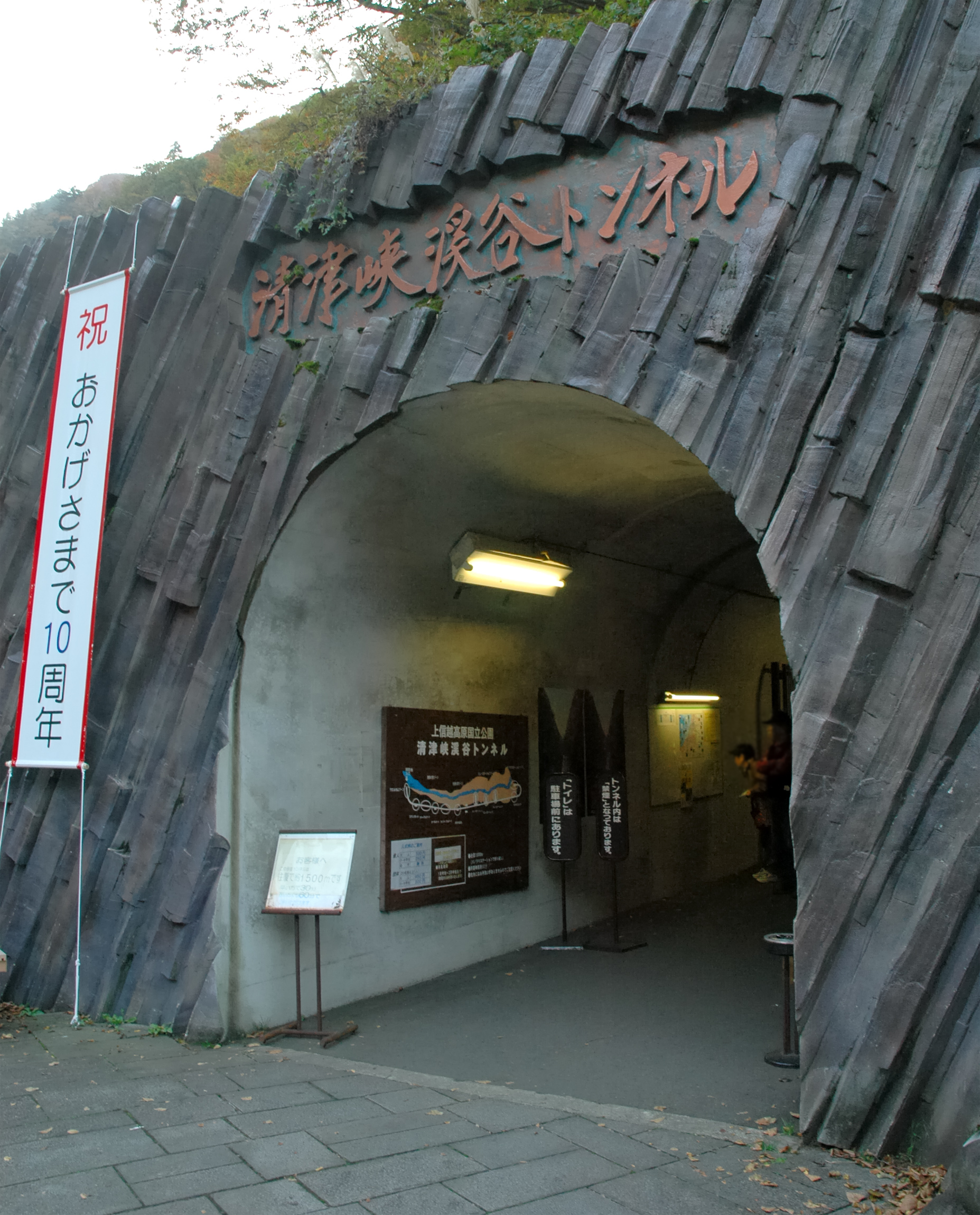
起点付近の清津峡渓谷トンネル
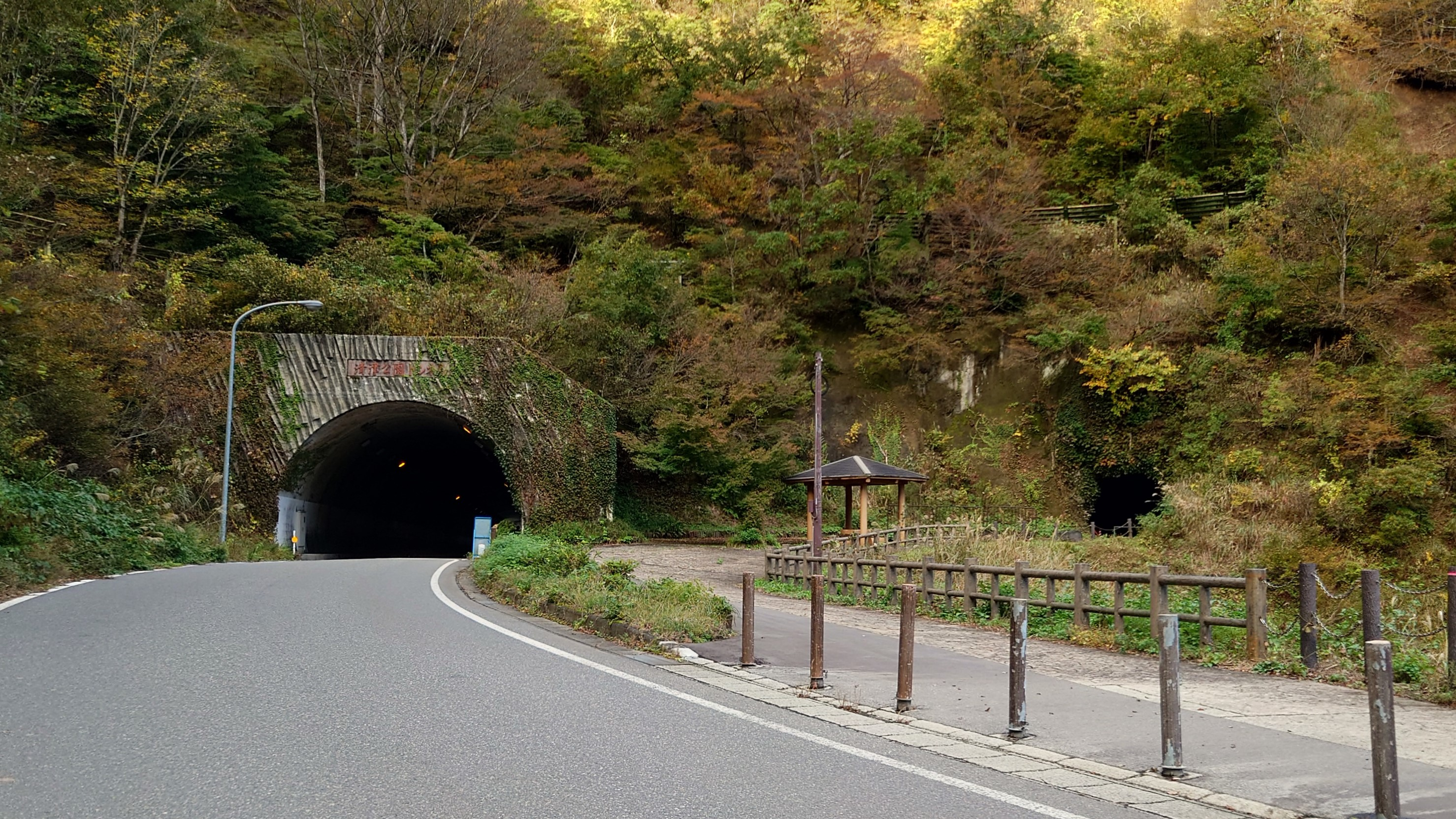
清津公園トンネル
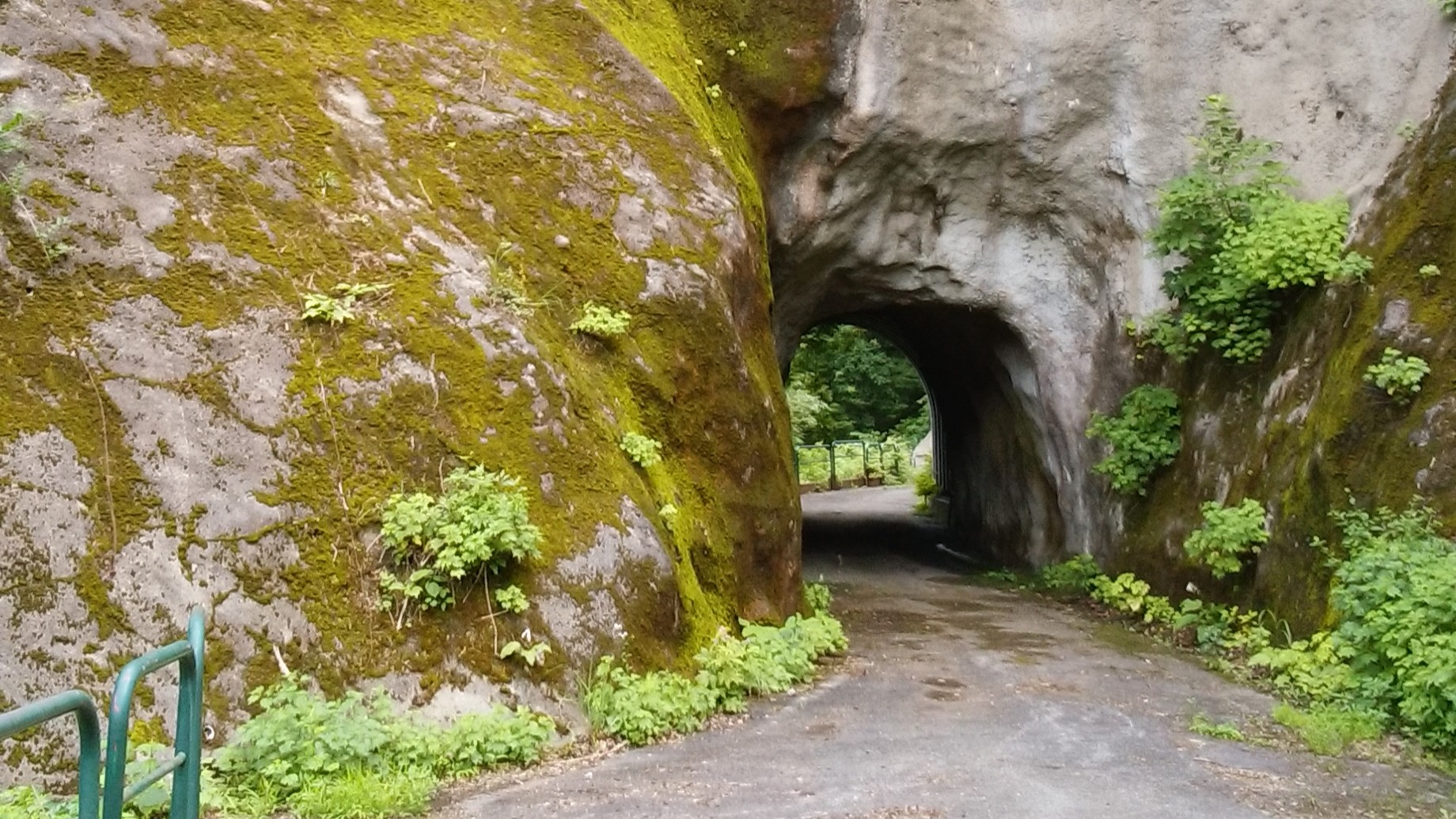
清津公園トンネル旧道(十日町市道清津湯倉平線)

## 地理
通過する自治体
- 新潟県魚沼市

### 路線データ
- 起点：十日町市倉俣癸2131(清津峡)

この間雨量による事前通行規制区間あり（場所：十日町市倉俣癸～田沢字かや平、距離：1.9km、連続雨量：80.0mm、迂回路：なし）
- 終点：十日町市田沢字かや平申84－2(国道353号交差点)

### 周辺
- 清津峡温泉
- 清津峡#清津峡渓谷トンネル
- 上信越高原国立公園 - 起点付近が指定されている。